# Erlebach bei Ehlen
Der Erlebach bei Ehlen ist ein Naturschutzgebiet in der hessischen Gemeinde Habichtswald im Landkreis Kassel.

## Allgemeines
Das Naturschutzgebiet mit der Gebietsnummer 1633039 ist 34,2 Hektar groß. Es ist Bestandteil des FFH-Gebietes „Habichtswald und Seilerberg bei Ehlen“. Das Gebiet steht seit dem 2. Januar 1996 unter Naturschutz.

## Beschreibung
Das Naturschutzgebiet liegt westlich von Kassel im Naturpark Habichtswald. Es umfasst einen überwiegend nach Westen exponierten Bereich des Hohen Habichtswaldes mit Wäldern und Grünländern. Durch das Naturschutzgebiet verlaufen die Quellbäche des Erlebachs. Große Teile der Wäler sind als Buchenwälder ausgebildet. Entlang der Quellbäche sind Auwälder ausgebildet. An die Wälder schließen sich nach Westen extensiv genutzte Grünländer an. In diesem Bereich wird der Erlebach von Gehölzen begleitet. Nach Osten grenzt das Naturschutzgebiet an eine Landesstraße.